# شاهکار بینش‌پژوه
شاهکار بینش‌پژوه (زادهٔ ۲۲ آذر ۱۳۵۱) شاعر، ترانه‌سرا، خواننده ایرانی است. از کارهای او می‌توان به آلبوم‌های بانوی شرقی، آلبوم کنارم بخواب، آلبوم ادبیاتی دیگر، آلبوم شیخ و دختر، آلبوم مشتی ماشاالله و کتاب‌های کافه نادری، دست‌هایت را دوست می‌دارم، آقای نخست‌وزیر، ابدیت یک بوسه، من سیاسی نیستم اشاره کرد.

## زندگی
شاهکار دارای فوق‌لیسانس جغرافیای اقتصادی و دکترای شهرسازی گرایش برنامه‌ریزی شهری استشاهکار به کشورهای اطراف ایران سفر کرد و اولین اجراهایش با ارکستر سمفونیک را انجام و ضبط کرد.
اولین قدمش در این راه، همکاری با ارکستر فیلارمونیک ارمنستان بود و ضبط تصویری چند اثر ساخته خودش. در کنسرتش در لس‌آنجلس که به رهبری راس رایت، شنبه یکم خرداد ۱۳۹۵ برگزار شد، شاهکار کارهای ساخته خودش را با ارکستر سمفونیک لس آنجلس اجرا کرد. او در این کنسرت چند کار دوصدایی با آندریا بوچلی خواننده نابینای اپرای ایتالیا اجرا کرد.
شاهکار بینش‌پژوه در سال ۲۰۱۸ با بیتا دریاباری ازدواج کرد.
وی در حال حاضر، ساکن ایالت کالیفرنیا در آمریکا است.

## آثار

### موسیقی
از آثار وی در زمینهٔ موسیقی و خوانندگی می‌توان به آلبوم‌های اسکناس، ادبیاتی دیگر، بانوی شرقی، کنارم بخواب اشاره کرد.
آلبوم اسکناس وی در سبک رپ آلبوم موفقی بود.این آلبوم که در سال ۱۳۸۳ منتشر شد، اولین آلبوم رپ دارای مجوز در ایران بوده است. موضوع عمدهٔ آلبوم اسکناس انتقاد از فاصلهٔ طبقاتی با مضمون طنز است.

#### آلبوم‌ها
- بانوی شرقی (۱۳۷۹)
- اسکناس (۱۳۸۳)
  - ادبیاتی دیگر (۱۳۸۵)
- کافه ستاره (۱۳۹۰)
- خون کوروش در رگهایم (۱۴۰۲)

### شعر
از آثار وی در زمینهٔ شعر و ترانه می‌توان به کتاب‌های زیر اشاره کرد:
- کافه نادری (مجموعه‌ای از ترانه‌های او)
- دست‌هایت را دوست می‌دارم (مجموعهٔ اشعار سپید او)

او چند کتاب هم ترجمه کرده است.